# Triportheus signatus

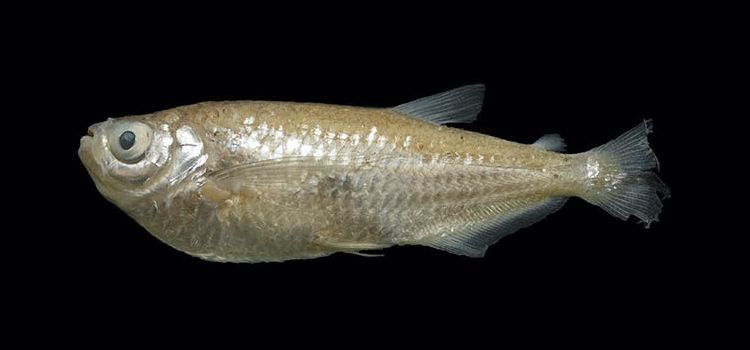
Fotografia d'un especimen de Triportheus signatus.

Triportheus signatus és una espècie de peix de la família dels caràcids i de l'ordre dels caraciformes.

## Morfologia
- Els mascles poden assolir 15,8 cm de llargària total.[5]

## Hàbitat
Viu en zones de clima tropical.

## Distribució geogràfica
Es troba a Sud-amèrica: conca del riu Parnaíba i nord-est del Brasil.